# 5244 Amphilochos
5244 Amphilochos eller 1973 SQ1 är en trojansk asteroid i Jupiters lagrangepunkt L4. Den upptäcktes 29 september 1973 av den nederländsk-amerikanske astronomen Tom Gehrels och det nederländska astronomparet Ingrid van Houten-Groeneveld och Cornelis Johannes van Houten vid Palomar-observatoriet. Den är uppkallad efter Amfilochos i den grekiska mytologin.
Asteroiden har en diameter på ungefär 36 kilometer.